# Pagan Poetry
 (juillet 2009).
Si vous disposez d'ouvrages ou d'articles de référence ou si vous connaissez des sites web de qualité traitant du thème abordé ici, merci de compléter l'article en donnant les références utiles à sa vérifiabilité et en les liant à la section « Notes et références ».
Singles de Björk
Hidden Place
(2001) Cocoon
(2002)
Pistes de Vespertine
"Undo"
(4) "Frosti"
(6)
Pagan Poetry (littéralement « poésie païenne ») est le second single issu de Vespertine, le quatrième album de Björk.

## Paroles et musique
La chanson fut écrite par Björk. Elle la chante accompagnée d'un chœur exclusivement féminin.
Les paroles parlent, selon Björk[réf. nécessaire], d'une jeune femme qui se prépare au mariage et à son fiancé. Apparemment ce n'est pas la première fois que cette jeune fille se marie (il est dit dans les paroles « this time, I'm gonna keep it all to myself » ce qui signifie « cette fois, je vais tout garder pour moi »).
La musique est d'un côté très asiatique, avec également des rythmes très lourds et violents.

## Vidéoclip
Le clip fut dirigé par Nick Knight.
On y voit Björk dans une robe qui laisse apparaître ses seins et cousue à même le corps. Cette robe fut dessinée par Alexander McQueen.
Nick Knight a dit au sujet du clip : « J'avais envie de la déshabiller. Björk est sombre, sensuelle, on ne retrouve pas cette sensualité dans ses chansons »
On voit également Björk avec des piercings aux tétons et des perles cousues dans sa peau. Björk aurait uniquement percé ses oreilles pour le clip. Le reste aurait été fait plus mystérieusement. La fin du clip montre un dos percé de telle sorte que cela fasse un corset.
Toujours dans le clip, on peut voir des actes sexuels déformés, inclus une pénétration vaginale et une fellation. Ces actes auraient été filmés par Björk, un rapport sexuel entre elle et son compagnon Matthew Barney et furent ensuite déformés en studio.
Le clip, censuré, fit scandale, et fut donc très peu diffusé ou, lors des rares fois ou il le sera, des passages seront coupés (notamment les seins de Björk).